# Champaubert
Champaubert é uma comuna francesa na região administrativa do Grande Leste, no departamento de Marne. Estende-se por uma área de 12.75 km², e possui 121 habitantes, segundo o censo de 2018, com uma densidade de 9.5 hab/km².